# توماس کلی کنی
توماس کلی کنی (انگلیسی: Thomas Kelly-Kenny؛ ۲۷ فوریه ۱۸۴۰ – ۲۶ دسامبر ۱۹۱۴ (۷۴ ساله)) فرد نظامی اهل پادشاهی متحد بریتانیای کبیر و ایرلند بود. وی همچنین برندهٔ جوایزی همچون نشان حمام شده‌است.